# Giulia Bona
Giulia Bona (Cremona, 15 giugno 1994) è un'ex cestista italiana.
Alta 184 cm, giocava nel ruolo di ala.

## Carriera
Dal 2009 fa parte di College Italia, una squadra sperimentale composta esclusivamente da giocatrici under 18 selezionate in tutta Italia per formare una "Nazionale giovanile permanente". College Italia ha disputato al primo anno il campionato di Serie B d'Eccellenza e al secondo anno quello di Serie A2.
Nel 2009 e 2010 Bona ha preso parte ai Campionati Europei Under 16.